# Incendio de Mondragón (1448)
El incendio de Mondragón fue la consecuencia directa del enfrentamiento en 1448, en el marco de las Guerras de bandos, entre las familias Bañez, que se alineaba en el bando gamboíno, y Guraya, que pertenecía al bando oñacino.
En la emboscada posterior al incendio, fue sorprendido y muerto Gómez González de Butrón y Múgica.

## Antecedentes
En ese tiempo la villa de Mondragón andaba dividida entre ambos bandos y tras ser tomada por Pedro Vélez de Guevara, Señor de Oñate, el linaje oñacino de los Guraya fue a pedir ayuda a Gómez González de Butrón. Éste acudió en respuesta a la toma de Aramayona años antes por Pedro de Avendaño, señor de Villarreal, y después de entablar batalla, se hizo con la villa.
Atendiendo a las Bienandanzas e fortunas del cronista banderizo Lope García de Salazar, entre 1437 y 1447 se habían sucedido los ataques, quema de casas, y desencuentros entre el linaje de Avendaño y los linajes de Butrón y Mújica: Munguía, Ochandiano, Larrabezua, Bermeo, Durango, la propia Aramayona...

## Quema de Mondragón
Ante estos hechos, el bando gamboíno se movilizó en masa juntando una fuerza de unos 2000 hombres, al frente de los cuales se situaron Pedro Vélez de Guevara y el propio Pedro de Avendaño, en ese tiempo cabeza de los gamboínos vizcaínos. También acudió Martín Ruiz de Gamboa y Olaso, yerno de Gómez Gonzalez de Butrón.
Al intentar tomarla al asalto y no conseguirlo, se decidió prender fuego a Mondragón y obligar a los oñacinos a salir. Por delante, salió Lope de Unzueta con cuatrocientos hombres en dirección a Vergara al encuentro de los refuerzos de Juan López de Lazcano, líder de la casa del mismo nombre. Los gamboínos emboscados esperaron la salida de Gómez Gonzalez y aunque su yerno Ruíz de Olaso mandó avisarlo, el mensaje quedó en Lope de Unzueta.
Finalmente con la salida del líder oñacino cayeron todas las fuerzas gamboínas y fue muerto Gómez González de Butrón y su hijo Juan Gonzalez entre otros líderes oñacinos. Tras el incendio las tropas vencedoras entraron al saqueo de lo que quedaba de la villa.

## Consecuencias
La batalla y posterior quema de Mondragón no quedó libre de consecuencias y para finales de año, gran parte de los culpables fueron procesados y condenados a muerte, entre ellos Pedro Vélez de Guevara.
Además las penas podían ser aplicadas por familiares de hasta cuarto grado de los damnificados. Este hecho dio lugar a episodios de ajustes de cuentas.
Sin embargo, prácticamente ninguna sentencia se llevó a efecto por diversos motivos y Juan II de Castilla conmutó las penas de muerte. Tras dos años en prisión, a Pedro Vélez de Guevara se le exigió el pago de las correspondientes indemnizaciones, así como la titularidad de tierras colindantes a la villa de Mondragón.
En 1450, Juan Alonso de Mújica recuperó de nuevo el señorío de Aramayona para los Múgica, arrebatándoselo a Pedro de Avendaño. La quema de Mondragón supuso la pérdida completa del favor real por parte de los bandos. Esta relación para entonces ya de por sí desgastada culminaría con el Desafío de Azcoitia de los banderizos a la villas y el destierro de los parientes mayores de las tierras vascas en 1457.

## Legado
El incendio de Mondragón marcó profundamente a la sociedad de la época y así lo demuestran las numerosas crónicas y cantares en los que quedó reflejado tanto en castellano como en euskera: Cantar de la Quema de Mondragón, las crónicas de Lope García de Salazar, recopilaciones de Esteban de Garibay...